# Anchisteia
Anchisteia (altgriechisch ἀγχιστεία „Verwandtschaftsgruppe“) bezeichnet im antiken Griechenland eine abgegrenzte Verwandtschaftsgruppe, der die Beerdigung ihrer Angehörigen und bei einem Tötungsdelikt die strafrechtliche Verfolgung der Täter oblag. Die Mitglieder einer Anchisteia hatten in entsprechender Reihenfolge das Recht, Land (Kleros) zu erben, das einem verstorbenen männlichen Vorstand (Kyrios) einer verwandten Hausgemeinschaft (Oikos) gehört hatte.
Zur Anchisteia gehörten die Blutsverwandten bis hin zu den Kindern von Cousins 1. Grades, teilweise auch 2. Grades, dies war in jeweiligen Rechtsordnungen unterschiedlich geregelt. Jedoch gehörten grundsätzlich weder die Ehefrau noch uneheliche Kinder (νόστοι) zu dieser Gruppe, und ab 450 v. Chr. nach einem Gesetz von Perikles in Athen auch keine Kinder aus einer Ehe mit einer Fremden.